# سانت روزا دل یاکوما
سانت روزا دل یاکوما (به اسپانیایی: Santa Rosa de Yacuma) یک شهرک در بولیوی است که در استان خوزه بالیویان واقع شده‌است. سانت روزا دل یاکوما ۴٬۳۱۹ نفر جمعیت دارد و ۱۶۷ متر بالاتر از سطح دریا واقع شده‌است.